# Д’Альбер, Шарль (композитор)
Шарль Луи Наполеон д’Альбер (фр. Charles Louis Napoléon d’Albert; 25 февраля 1809, Нинштедтен, ныне в составе Гамбурга — 26 мая 1886, Лондон) — британский композитор и хореограф немецкого происхождения. Отец Эжена д’Альбера.
Родился в семье французского капитана-кавалериста Франсуа Бенуа д’Альбера (адъютанта генерала Фрера), обосновавшегося в 1805 году в Германии и женившегося на немке Клементине Софии Генриетте Шульц. В 1816 году отец умер, и мать с ребёнком перебралась в Англию.
Первые уроки музыки получил от матери, затем учился в Лондоне у Фридриха Калькбреннера (фортепиано) и Сэмюэла Уэсли (старшего) (композиция). Позднее учился танцу в Королевском театре и, недолгое время, в Париже у Жана Франсуа Кулона. По возвращении в Англию некоторое время работал балетмейстером в Королевском театре и Ковент-Гардене.
В 1835 году обосновался в Ньюкасле, где открыл школу танца, пользовавшуюся популярностью. Разработал оригинальный набор фигур для кадрили, получивший название «кадрили Альбера» (англ. Albert Quadrilles), в просторечии «Альберы» (англ. The Alberts). Преподавал также музыку, из его учеников известен Джон Лидделл (1829—1899), руководивший в 1867—1899 гг. духовым оркестром при Лорде-лейтенанте Ирландии.
С 1845 года выступал как композитор, публикуя танцевальную музыку — вальсы, польки, галопы, кадрили; дополнительную популярность этим сочинениям придавала их публикация красочно оформленными альбомами-ежегодниками. Среди наиболее известных произведений — «Султанская полька» (англ. Sultan's Polka), «Вальс влюблённых» (англ. Sweeethearts Waltz), «Эдинбургская кадриль» (англ. Edinburgh Quadrille).
Старший сын, также Шарль д’Альбер, продолжил дело отца в области танца и в начале XX века был вице-президентом Имперского общества учителей танца, опубликовал энциклопедию «Танец» (англ. Dancing; 1913).